# Ligne de Turku à Uusikaupunki
La ligne de Turku à Uusikaupunki, dite aussi ligne d'Uusikaupunki (finnois : Uudenkaupungin rata), est une ligne de chemin de fer du réseau de chemin de fer finlandais qui va de Turku à Uusikaupunki.
La voie se termine au dépôt d'Hangonsaari.

## Histoire
La construction de la voie débute en 1929.
La ligne est mise en service le 2 août 1924.
Dans les années 1960, elle transporte les voyageurs jusqu'à Hangonsaari. 
Le transport de voyageurs s'arrêtera le 1er janvier 1993.

## Caractéristiques

### Ligne
La ligne est longue de 70 kilomètres. 